# Guerman Galynine
Guerman Guermanovitch Galynine (en russe : Герман Германович Галынин) est un compositeur soviétique, né le 30 mars 1922 à Toula et mort le 18 juin 1966 à Moscou. Héritier de Dmitri Chostakovitch et de Nikolaï Miaskovski, il est l'un des représentants de l'école soviétique de musique.

## Biographie
Élevé dans un orphelinat, il apprend seul à jouer de plusieurs instruments folkloriques et du piano. En 1941, après le début de l'invasion allemande de l'Union soviétique et déjà étudiant du Conservatoire de Moscou, il rejoint l'Armée rouge en tant que bénévole. Il y dirige plusieurs spectacles et écrit des chansons et de la musique pour des drames.
En 1943-1950 (1945-1950, selon d'autres sources), il reprend ses études au Conservatoire de Moscou, avec comme maîtres Dmitri Chostakovitch et Nikolaï Miaskovski pour la composition. En 1948, Chostakovitch a été accusé de « formalisme » dans sa musique et la même tendance est détectée dans les œuvres de ses élèves, en particulier Galynine. Tikhon Khrennikov a en particulier critiqué le Concerto pour piano de Galynine, bien que plus tard (1957), il ait nié avoir porté un tel jugement. Néanmoins, le compositeur reçut le Prix Staline en 1951 pour son Poème épique (1950).
Gravement malade, touché par la schizophrénie à partir de 1951, il a encore écrit de la musique de manière active bien qu'il ait passé une grande partie de sa vie dans les hôpitaux et les cliniques psychiatriques. L'œuvre de Galynine est un rayon de lumière dans la musique classique soviétique et est, malheureusement, encore sous-estimée dans sa patrie et largement ignorée en Occident[non neutre]. Dans le système bien développé des écoles publiques de musique pour enfants en Russie et dans les ex républiques soviétiques, Galynine est surtout connu pour ses pièces courtes et faciles composées pour les débutants, certaines d'entre elles étant issues de mélodies folkloriques populaires.

## Œuvres

### Œuvres orchestrales
- Concerto pour piano et orchestre en do majeur ;
- Suite pour orchestre à cordes, 1949 ;
- Aria pour violon et orchestre à cordes, 1959.

### Musique pour piano
- Fantaisie espagnole
- Sonate Triad, 1939-1941, révisée en 1963 ;
- Suite, 1945

### Musique de chambre
- Trio en ré mineur pour piano, violon et violoncelle, 1949 ;
- Quatuor à cordes, 1947.

### Musique vocale
- La Jeune fille et la mort, oratorio, 1950